# Йохан II фон Крихинген
Йохан II фон Крихинген (на немски: Johann II von Criechingen; * пр. 1378; † 2 юли 1431, Булгневил, Франция) е благородник, господар на Крихинген и Пютлинген, Хомбург, Хамберг и Детцем в Саарланд.

## Произход и наследство
Той е син Йохан I фон Крихинген († 1398/1399) и съпругата му Хенриета фон Форбах († 1398), дъщеря на Йохан фон Форбах († 1362) и Жанета фон Варсберг († сл. 1365). Внук е на Вирих фон Дорсвайлер-Крихинген († 1375/1377) и Сара фон Хомбург († сл. 1351), дъщеря на Йохан фон Хомбург († 1316) и Изабела († сл. 1336). Майка му Хенриета е последната собственичка на Пютлинген. Така баща му Йохан I получава ок. 1359 г. Пютлинген и се настанява там.
Господарите фон Дорсвайлер наследяват господарите фон Крихинген и започват да се наричат фон Крихинген. Господарите на Крихинген чрез женитби получават големи територии в Саарланд, Горна Лотарингия и в Люксембург.
Йохан II фон Крихинген е убит на 2 юли 1431 г. в битка при Булгневил във Франция. Тогава е убит и синът му Квентин фон Крихинген.

## Фамилия
Йохан II фон Крихинген се жени 1386 г. за Ирмгард фон Питинген (* пр. 1385; † сл. 1411/1419), наследничка на Питинген и Бисинген, вдовица на Зифрид фон Вилденщайн († 1384), дъщеря на рицар Арнолд V фон Питлинген-Дагщул († 1404/1408) и Маргарета фон Бисен († сл. 1410). Те имат 5 деца:
- Йохан III фон Крихинген (* пр. 1404; † 1432/ 19 април 1436), господар на Крихинген, Питинген, Дагщул, Варсберг, женен 1426 г. за Елизабет фон Даун († ок. 1483), дъщеря на рицар Филип II фон Даун-Оберщайн († 1432) и рауграфиня Имагина фон Алтен- и Нойенбаумберг († сл. 1449); има две деца (дъщеря Имагина и син Йохан IV)
- Квентин фон Крихинген (* пр. 1413; † 2 юли 1431 при Булгневил), женен за Валпург Байер фон Бопард († сл. 1428/сл. 1441), дъщеря на Хайнрих VIII Байер фон Бопард († 1430/1431) и Агнес фон Оксенщайн († 1438); няма деца
- Жанета фон Крихинген (* пр. 1439; † 1471), омъжена за Вилхелм фон Малберг-Адихт († 1464/1467) от фамилията фон Райфершайт, няма деца
- дъщеря фон Крихинген, омъжена за Йохан фон Монклер, син на Рупрехт фон Монклер; няма деца
- Катарина фон Крихинген (* пр. 1410; † 9 януари 1448), омъжена I. за Дитрих VI фон Даун († 1420), II. за (1410) Йохан фон Долендорф († 1431), III. за Фридрих фон Бранденбург († 1450); няма деца